# 十二音技法
十二音技法（じゅうにおんぎほう、英: Twelve-tone music、独: Zwölftonmusik）は、一般にはアルノルト・シェーンベルクが「五つのピアノ曲」作品23で1921年に完全に体系化した（とされる）作曲技法であり、ドデカフォニー（dodecaphony）や音列主義、セリエリズムなどとも呼ばれる。実際は「無調音楽」や「雑音音楽」「電子音楽」と同様に、同時代に複数の作曲家によって別々に独立して模索されてきた作曲技法である。

## 背景
シェーンベルクは、かねてよりワーグナーやドビュッシー、シュトラウスなどによってもたらされた和声学上の変化から、調性の概念に対して、「不協和音の解放」と「別の調性の確立」を模索していた。それらは1908年12月12日にウィーンのベーゼンドルファー・ホールでの演奏会で披露された弦楽四重奏曲第2番を筆頭に、そうした思想に基づく作品を弟子であるウェーベルンやベルクらとともに発表した。
こうした試行錯誤は約12年にも及び、シェーンベルクは「相互の関係のみに依存する十二の音による作曲法」(独: Methode des Komponierens mit zwölf nur aufeinander bezogenen Tönen)と自身が呼称する十二音技法の理論を完成させた。

## 概要
十二音技法は、西洋音楽の12音律におけるオクターヴ内の12の音高（ピッチクラス）（平均律には限定されない）を均等に使用することにより、調の束縛を離れようとする技法である。十二音技法による音楽を一般に十二音音楽と呼ぶ。一般に無調の音楽の一つとされるが、十二音技法を用いることにより一種の調にも似た統一感が得られるので、パウル・ヒンデミットのように十二音技法を一種の調であると主張する専門家もいる。
この技法の原型は、ヨーゼフ・マティアス・ハウアーが1919年に著作で発表した「トローペ」と呼ばれる音列技法である。その他ではロシアのニコライ・オブーホフがシェーンベルクより5年前（1916年）に発表したピアノ曲「インヴォカシオン」IとIIで十二音技法の曲を作っている。さらに遡ると、ウェーベルンが作曲した作品11の「チェロとピアノのための3つの小品」（1914年）が原型であるという説もあり、これが現在最有力となっている。

## 作曲方法
以下に挙げるのは最も有名なシェーンベルクが提唱した十二音技法の作曲方法である。
オクターブ内の12の音を均等に用いるために、最初にそれらの音を1回ずつ使った音列を作る。そのような音列は、12!（＝479,001,600）通り作ることができるが、その全てが同等に使用できるというわけではもちろんなく、音列そのものに工夫を凝らすことが作曲家の仕事の第一である。場合によってはベルクのように、音列に調性的要素を織り込むことも可能である。
ここに一つの音列の例を提示する。
この音列に基づいて作曲するとするならば、この音列の順で12の各音が現れなければならない。そして12の音がこの順で全て現れるまではいずれの音も反復して用いてはならない（ただし、シェーンベルクのピアノ作品などでは、一音もしくは二音が反復するケースが見られ、必ずしも厳格ではない）。ただし、和音として（連続する）いくつかの音を同時に鳴らすこともできる。音名が同じであったら、どのオクターヴの音を選んでもいいし、異名同音の読み替えも自由である。ただ、ヴェーベルンの後期作品においては、オクターヴによる調性感を避けるため、ある音名の音がどのオクターヴに現れるかまでもが厳密に管理された。
音価やリズム、和音として同時に鳴らす音の組み合わせを様々に変えることで、一つの音列の基本形（後述するような変形方法によって変形されていない元の形）からでも様々な楽想を生み出すことが可能である。最初期の十二音音楽はほぼこの基本形とその移高形（後述）の繰り返しのみで作曲されたが、音楽的多様性をもたらすために、さらに次のような、カノンやフーガなどでも見られたのと同様な手法による、音列の派生形が用いられる。これらの基本形や派生形、そしてそれぞれの移高形を重層的に同時進行させることもでき、これにより一つの基本音列から多種多様な楽想を発展させることが可能となる。

### 音列の変形方法
以下のような方法が使用される。

#### 移高
音列全体が音程の関係を保持したまま、全体の高さを変える方法を「移高」という。これは、移調と同じ手法であるが、「調」ではないので「移調」とは呼ばない。
この方法により、音列は11通りに変形させることができ、原型も含めて12通りになる。

#### 逆行形
音列の始まりと終わりを逆にし、反対側から使用することを、「逆行形」という。逆行形も移高により、12通りが生じる。

#### 反行形
音列を上下を鏡に映したようにして使用することもできる。これを「反行形」という。反行形は、どの音を反転軸にするかによって、作られる音列の音の高さが変わるが、一般には次の例のように、最初の音列の第1音を軸にして反行する。これも移高により、12通りが生じる。

#### 逆反行形
反行形をさらに逆行させたものである。移高により12通り生じる。
このように、移高、逆行、反行、逆反行を組み合わせると、1つの音列から48通りの音列が派生することになる。ただし、ヴェーベルンの『交響曲』（A-F♯-G-A♭-E-F-H-B-D-D♭-C-E♭）のように、前後6音の音程をシンメトリーに配置することで逆行を無くした音列も存在する（逆行させても移高、反行した24音列と一致するため）。
なお、これらの派生形を様々に重層的に組み合わせつつも、一つの曲はあくまで1つの基本音列によって統一されるのが新ウィーン楽派の十二音音楽の原則である。

### 対位法との親和性
音列の変形方法の項でも述べたとおり、十二音技法では、移調、逆行、反行、などカノンで使用される典型的な技法が重視されている。エルンスト・クルシェネクは『十二音技法に基づく対位法の研究』（1940年）で十二音技法の対位法的書法を体系化し、各国の作曲家に愛読された。
しかし、ハウアーは必ずしも対位法との連関がなくても十二音技法は達成できると力説し、このため新ウィーン楽派はハウアーと袂を分かった。

### 十二音技法以外における半音階の均等な使用例
歴史的には、バッハの「音楽の捧げもの」の第1曲や平均律クラヴィーア曲集第一巻のロ短調で十二音全てを使った例が挙げられる。また、モーツァルトが交響曲第40番終楽章で十二音に近いメロディーを提示しているのが有名である他、『ドン・ジョヴァンニ』にも同様に十二音風のフレーズが現れ、これを20世紀後半になってダリウス・ミヨーが指摘している。リストは『ファウスト交響曲』で、全てを知り尽くそうとするファウストの欲求を表すために十二音全てを使った主題を用いている。
ロマン派の後期になると、マックス・レーガーやリヒャルト・シュトラウスの作品にも十二音に限りなく近い主題が散見される。後者は交響詩『ツァラトゥストラはかく語りき』の「科学について」のフガートでやはり十二音全てを使った主題を用いている。マーラーの未完の交響曲第10番のうち唯一の完成楽章であるアダージョでは、半音階の十二音のうち11音が組み合わされた複雑な和音が、その楽章のクライマックスにおいて鳴らされる。
20世紀に入ると、バルトークが中心軸システムによって半音階の十二音全てを均等的に使用することを理論的に確立させた。調性音楽の理論上において事実上半音階の均等に至ったのは彼の功績といえる。
対位法と全く関わりなく十二音技法を達成している作曲家は、戦前ではヨーゼフ・マティアス・ハウアーとニコライ・オブーホフが挙げられる。
戦後は松平頼則、ダッラピッコラ、ゲディーニ、ブラッド、ペトラッシ、ストラヴィンスキー、スティーヴンス、ルトスワフスキなどが、自由に十二音を用いる作曲法を個別に展開している。
ロマン・ブラッドなどの作曲家は、クラシックの作曲家が十二音に近いフレーズを偶然発見してしまうことをテーマに作品を書いている。
ショスタコーヴィチの『交響曲第15番』『弦楽四重奏曲第15番』、オネゲルの『交響曲第5番』、デュティユーの『メタボール』第3楽章には、部分的に十二音を一度ずつ用いるメロディが主題として用いられている。これらは新ウィーン楽派の十二音技法とは異なる使い方であるが、戦後に無調音楽や十二音技法が浸透し、今まで距離を置いてきた作曲家たちが実験的に用いるようになった一例と言える。

## 総音列技法
十二音技法では音高を数列と見なし「音列」を形成したが、これを音高のみならず音価（音の長さ）や音量（強度）あるいは音色にも応用し、音楽における全ての要素を数列化することにより、最初の数列と数式を決めた後は計算によって自動的に音楽作品を生成する作曲法を総音列技法、フランス語でセリー・アンテグラルと言う。オリヴィエ・メシアンの「音価と強度のモード」によってその可能性が示唆され、メシアンの生徒であるピエール・ブーレーズの「構造」第1番および第2番によって完全に実現された。日本では松平頼暁（頼則の息子）の「ピアノ、ヴァイオリン、チェロのための変奏曲」がこの技法により作曲されている。
- パラメーターの技法

1. 音高：ソナタ形式の主題にあたる十二音列を作成する。調性を感じさせてはいけないので隣同士の音程はトリトヌス（増4度や減5度）や半音音程（短二度や長七度）を主に並べられる。三度など調性を感じさせる物は原則禁止される。それぞれの音は1回しか使えない。実際に曲に使用する場合は調性を感じさせないようにすべて跳躍進行にする。シェーンベルクの十二音技法は主としてここまでで終わっている。
2. 音長：セリエル音楽の場合は1から12までそれぞれ違った音の長さの違う音符を用意する。ウェーベルン時代はトータル・セリエリズムにはなっていないが、できるだけ繰り返しの少ない、図形的リズムやコントラスト・リズムで音の長さの秩序化を図る（参照：ウェーベルン作曲の「協奏曲」作品24）。
3. 強弱：原則として繰り返しを避ける。セリエル音楽の場合は1から12までそれぞれ違った音の強弱を準備する。例えば（pppp, ppp, pp, p, mp, mf, f, sf, ff, ffz, fff, ffff）等である。ウェーベルン時代も強弱の繰り返しは極力避けるがディミヌエンドやクレッシェンドなどの大雑把な強弱法がまだ多い。
4. 音色：その都度楽器を頻繁に替える。1回使った楽器は原則1つの音列が終わりまで使えない。セリエル音楽の場合は1から12までそれぞれ違った楽器を準備するのが理想的である。
5. 方向：シュトックハウゼンによって付け加え的に提唱された。彼のたくさんのスピーカーを使った電子音楽などに見る事ができる。

十二音列は旋律ではないので、普通は音1つ1つが独立する音響作曲法のさきがけをなす。伴奏部分も十二音列によって初期には作曲されたが、「メロディーと伴奏との組み合わせ」と言う繰り返しを避ける為に次第に廃れ、代わって対位法的な技法（構成法や逆行・反行・反逆行）が多く用いられた。ウェーベルンでは音列と次の音列のつなぎに「鏡／Spiegel／Ambivalenz」と呼ばれる共有音で良く接続される。更にコントラバスとチェロのオクターヴ音程奏法やオスティナートなどは古今長らく使われてきたので、和声学における平行五度等と同じく「繰り返し」として意図的に厳しく避けられる。

## 自動作曲
十二音技法や総音列技法は、数式さえ決めればある程度の楽譜の自動生成が可能なため、古くは計算尺など、現在ではコンピュータを用いて自動作曲（作曲補助）が行われる。最終的な調整は人の手が入るとしても、途中の計算過程を自動化させることによって、作曲の労力を軽減させる目的で用いられる。例えば前述の「音列の変形方法」に挙げられた反行や逆行などは、簡単な計算方法によって数学的に求める事が可能である。現在の代表的な自動作曲ソフトウェアとして、フランス国立音響音楽研究所IRCAMが開発したOpenMusicが挙げられる。このソフトウェアの説明書に付属するチュートリアルの初歩段階に、十二音技法の音列各種を自動生成する練習課題がある。
日本ではOnpTank制作のやぎぱく等のソフトウェアがあるが、自動作曲の欠点はあくまでも機械で作曲するために大きな意味での『繰り返し』が生ずることで、十二音技法の本来の意図からは外れてしまう。
ただし自動作曲そのものは、十二音技法や総音列技法だけにとどまらず、様々な様式の作曲手段として用いられる。

## 影響
現在この作曲法そのものは、セリエル音楽も含めて和声課題の実施や学習フーガと同じく、過去の技法と見なされ実際の音楽に使う人はもはやほとんど見られないが、特に「前衛音楽」と呼ばれていた時代には十二音音楽に賛同する人も反対する人も、現代音楽の議論においては必ず“この作曲法から見て”と議論され書かれるほどの多大な影響力をもっていた語法であった。これに匹敵する現代音楽の技法としては「電子音楽の実習」であるとオリヴィエ・メシアンなどの偉大な教育者は口をそろえて指摘していた。

## 問題点
十二音技法は確かに横のラインには整合性が取れているものの、縦のラインに関しては、調性の持つ「終止システム」に対してあまりに貧弱だった。
ブーレーズはこの問題に対し、セリーから(特定の響き、進行を制御するための)「ブロック・ソノール」を生成し音列技法の限界を越えようとした。
更に練習に膨大な時間を費やす演奏だけではなくて、一般に常にメロディーとリズムを追い求める聴衆にとっては鑑賞も非常に難しく、また曲全体が同じ音価の音符によって均等に埋められているので曲による違いを見つけにくい、みんな同じ音楽の様に聴こえる難点がダルムシュタットなどで昔から指摘されている。
現在の欧米では和声や対位法・電子音楽の実習の様に音楽学生の現代音楽のための歴史的教育用の自習教材としてのみ受け入れられていて、実際の創作行為に於いては十二音技法そのものは余り用いられていないのが実態である。

## 日本の十二音音楽の享受
日本における第一人者は入野義朗と言われる。その他、柴田南雄や戸田邦雄らも行ったが、芸大系よりも東大出身者が多く、日本では今も昔もごく少数派とされ、音楽史以外で日本の音楽大学等で実習を含めて詳しく教えられる事はあまりなく、松平頼暁が登場するまで結果的にセリエル音楽語法までをきちんと発展・享受できないまま廃れてしまった。しかし黛敏郎によると、橋本國彦は戦中、十二音技法の試作を密かに行っていた。また信時潔は弟子の諸井誠に膨大なシェーンベルクの楽譜を「風呂敷に包んで貸し与え、諸井はそれを持ち帰って勉強した」という。

## 十二音技法を用いた主な作曲家と作品

### 戦前
- 新ウィーン楽派の作曲家たち
  - シェーンベルク - 創始者。
  - ベルク
  - ヴェーベルン
- アイスラー
- ハウアー - 独自の十二音技法理論である「トローペ」を考案。
- クルシェネク
- アドルノ
- ハンネンハイム
- スカルコッタス
- アポステル
- レボヴィッツ - ブーレーズらに十二音技法を指導。
- ヴァーレン（en:Fartein Valen） - ベルリンに学び、ノルウェーで1920年代初頭に12音による作風を確立した。

### 戦後
- ダルムシュタット楽派（トータルセリー）の作曲家たち
  - ノーノ
  - ブーレーズ
  - シュトックハウゼン
  - プッスール
- フォルトナー
- ストラヴィンスキー - この時代に十二音技法を取り入れた。
- マルタン
- ブラッドリー - 「トムとジェリー」など漫画映画の音楽で用いられた。
- サール - ヴェーベルンに師事した。
- スピンナー
- スティーヴンス
- ベリオ
- ダッラピッコラ
- ペトラッシ
- コープランド - 後期に一部取り入れた（1962年の9月にレナード・バーンスタイン率いるニューヨーク・フィルハーモニックがリンカーン・センター内のフィルハーモニック・ホール〈1973年に「エイヴリー・フィッシャー・ホール」に、2015年に「デイヴィッド・ゲフィン・ホール」に改称〉に本拠地を移した時、それを記念するための委嘱楽曲として「管弦楽のためのコノテーションズ」を作曲した）。

### 日本
- 松平頼則
- 入野義朗
- 戸田邦雄
- 柴田南雄
- 諸井誠
- 松平頼暁 - ここで日本人では初めてトータル・セリーが試みられた。